# メリーランド州の歴史

メリーランド州章

メリーランド州旗

メリーランド州の歴史（英: History of Maryland）では、主に北アメリカ、現在のアメリカ合衆国メリーランド州にヨーロッパ人が到来してからの歴史を扱う。1498年のジョン・カボットに始まるヨーロッパ人がこの地域を探検し始めるまではアメリカ州の先住民族が住んでいた。1645年、相当数のイギリス人移民が到着し恒久的開拓地を築いたのが植民の始まりであった。1776年のアメリカ独立宣言で、メリーランドもアメリカ合衆国の独立時13植民地の一つになった。南北戦争の時のメリーランド州は奴隷州であり、アメリカ連合国に同情的ではあったものの、アメリカ合衆国に留まった。アメリカ合衆国の中でメリーランド州の広さは小さい方であるが、その領域が合衆国の首都ワシントンD.C.を取り囲んでおり、大都市ボルチモアと共に、社会・政治・経済の面で歴史的にも特徴のある地域である。

## コロンブス以前
この地域に最初の人類が現れたのは紀元前1万年頃に最後の氷期が終わったときと考えられている。彼らは狩猟採集を行う半遊牧民であった。この地域の環境の変化に順応し、鹿のような小動物を狩るために槍を開発し、紀元前1500年頃までに普及するようになった。カキが重要な食料源であった。食料の種類が増えていくに連れて、先住民族は集落を形成するようになり、社会構造も複雑になっていった。紀元前1000年頃までに土器が製造された。農業の開始と共にその集落は恒久的な形を取った。しかし、農耕を始めたと言っても、狩猟と漁労がまだ大きな食料確保の方法であった。西暦800年頃には弓矢が狩猟の道具となった。川などの水域で殺し、育てあるいは捕まえるものを食べていた。
ヨーロッパ人は1600年代初期までメリーランドの先住民族に遭遇しなかった。主な種族としては東海岸にナンティコーク族、西海岸にポウハタン族とサスケハナ族がいた。最初の遭遇からおよそ1世紀以内にヨーロッパ人に押し出される形で先住民族はほとんどこの地域からいなくなった。ショーニー族が最後に残った先住民族であったが、1740年代にはメリーランド西部から消えた。

## ヨーロッパ人による初期の探検
1498年最初のヨーロッパ人探検者が東海岸、現在のウースター郡の沖を航海した。次に訪れたのは1524年、フランスの国旗を掲げた船に乗るイタリア人ジョバンニ・ダ・ヴェラッツァーノで、チェサピーク湾の入り口を通過した。チェサピーク湾には、スペイン領フロリダの知事や、ジェームズタウンを作ったジョン・スミスも訪れた。

## メリーランド植民地

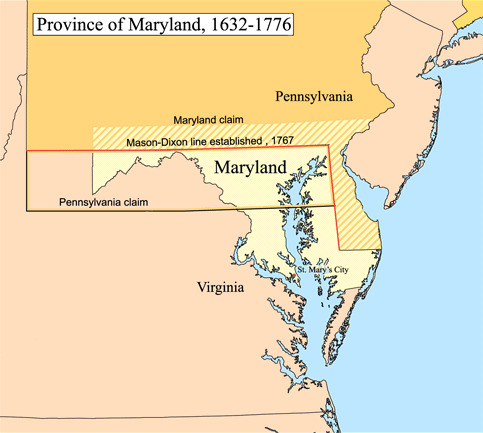
メリーランド植民地

初代ボルティモア男爵ジョージ・カルバートがイングランド王チャールズ1世からメリーランド植民地となる地域の勅許を新しく得た。カルバートは1632年4月に死に、6月20日に勅許はその息子第2代ボルティモア男爵カシリアス・カルバートに引き継がれた。歴史家の中には、このことを父親の初代男爵が1625年のカトリック教徒宣言で国務大臣の職を奪われたことに対する代償と見るものもいる。この植民地はヘンリエッタ・マリア・オブ・フランス王妃の栄誉を称えて名付けられた。勅許で与えられた名前は"Terra Mariae, anglice, Maryland"であった。ラテン語の名前よりも英語の名前が好まれたのは「Mariae」がスペインのイエズス会士フアン・デ・マリアナに通じることを嫌われたことも影響した。
ボルティモア卿は頑固なカトリック教徒であり、それは17世紀のイギリス貴族には極端に不名誉なものであった。彼は当初、ニューファンドランド島の東部（アバロン半島）に入植地を築き、迫害されるカトリック教徒を入植させようとした。1623年には勅許を得て植民地にアヴァロン領と名付け、1625年には功績を讃えられ初代ボルティモア男爵に任ぜられた。しかしニューファンドランドは冬の寒さや年中吹く強風などが厳しく、1629年にはアヴァロンを放棄して南の地への移転を模索することになった。こうして探し当てられた地が後のメリーランド植民地である。
開拓者を呼び寄せるためにメリーランドはヘッドライト・システムと呼ばれる仕組み（大西洋の渡航費を払える者に一定の広さの未開土地を与える仕組み）を使った。
カシリアス・カルバートの弟、レナード・カルバートに率いられた最初の移民は1633年11月22日にワイト島のカウズを、アーク（箱船）とダブ（鳩）という名の2隻の小さな船で出発した。彼らがメリーランド南部のセントクレメント島に上陸した1634年3月25日は現在でも毎年メリーランドの日として州内で祝われている。アメリカの植民地で初めてカトリックのミサが行われた場所としても知られている。このミサはアンドリュー・ホワイト牧師が行った。最初の移民は17名の紳士とその妻およびその他約200名であった。ヤオコミコ・インディアンから土地を購入し、セントメアリーズ市の町を建設した。レナードは兄の指示に従って、当初封建制の考え方で国を支配しようとした。しかし、これは抵抗され、1635年2月、植民地議会を招集する必要があった。1638年、議会はイギリスの法に従って統治するよう要求し、続いて法を定める権利が議会を通過した。
1638年、カルバートはバージニア植民地のウィリアム・クレイボーンによって設立されたケント島にある交易基地を占領した。1644年、クレイボーンはメリーランドのプロテスタントによる蜂起を率いた。カルバートはバージニアに逃亡したが、1646年に軍隊の長に復帰し領主支配を再開した。
メリーランドは間もなくアメリカのイギリス植民地の中でも数少ないカトリックが支配的な地域の1つになった。またイギリスで流罪を宣告された者何万人もの流刑地の1つにもなり、これはアメリカ合衆国の独立時まで続いた。1649年に制定されたメリーランド寛容法は明確に信教の自由を認めた最初の法律（キリスト教に限られてはいた）であり、時にはアメリカ合衆国憲法修正第1条の先駆けとも見られる。
植民地の首都セントメアリーズ市の都市計画は植民地創設者の原則を反映する形で作られた。市の中心には市長の家があった。この地点から通りは2つの3角形を造るように配置された。三角形の2点を結んで西に伸ばした地点には、メリーランドで最初の庁舎と刑務所が置かれた。市長の家の北方、2番目の3角形の残りの2点にはカトリック教会と学校があった。この都市計画は文字通り教会と政府を分離するものであり、信教の自由の重要性を補強するものであった。
セントメアリーズ市は当初のメリーランド植民地では最大の地域であり、1708年まで植民地政府が置かれた。バージニア植民地がイングランド国教会を義務付けた後、多くのピューリタンがバージニアからメリーランドに移り住み、プロビデンス（現在はアナポリス）と呼ばれる開拓地を与えられた。1650年、ピューリタンは領主政府に対して反乱を起こし、カトリックとイングランド国教会を違法とする新しい政府を打ち立てた。1655年3月、カシリアス・カルバートはウィリアム・ストーン知事の指揮で軍隊を送り、反乱を鎮圧しようとた。アナポリスの近くのセバーンの戦いで、カルバートのローマ・カトリック軍はピューリタンの軍隊に決定的な敗北を喫した。ピューリタンの革命は1658年まで続き、カルバート家が再度支配権を取り戻し、寛容法も再度施行した。
ピューリタンの革命政府によってメリーランドのカトリック教徒に対する迫害が続いている間、メリーランド南部にあった当初のカトリック教会はすべて焼失した。セントメアリーズ市は現在考古学的な場所となっており、小さい観光案内所もある。1708年、政府はプロビデンスに移されて、名前もアン女王の栄誉を称えアナポリスに変えられた。
セントメアリーズ市の都市計画が植民地創設者の理想を反映したように、アナポリスの都市計画は18世紀当時の為政者の理想を反映した。アナポリスの都市計画は市中心を中点とする2つの円を描き、1つの円の内側には政府庁舎と教会が含まれた。この都市計画では、教会と政府の間のより強い関係を反映しており、植民地政府はプロテスタント教会と密接な同盟関係にあることを示していた。
メリーランドに対する勅許は当初不正確な地図に基づいており、その領域はポトマック川から北緯40度線まで拡げられていた。このことは、ペンシルベニア植民地の主要都市フィラデルフィアまでメリーランドに含まれることになり、問題が生じた。メリーランドを支配するカルバート家とペンシルベニア植民地を支配するペン家が協議して、1750年にチャールズ・メイソンとジェレマイア・ディクソンという2人の測量士に測量させ、2つの植民地の境界を後にメイソン＝ディクソン線と呼ばれる線に定めた。1820年のミズーリ妥協によって作られた政治的条件によって、メイソン＝ディクソン線は奴隷制の歴史に重要なものとなり、奴隷制の拡張はこの線より南でのみ認められることになった。

## 独立戦争
メリーランドは当初イギリスからの独立を望まず、大陸会議に送った代議員にもそのような指示が与えられていた。独立前夜の時期、メリーランドの領域内は郡代表の議会である自由人の議会によって治められた。最初の議会は1774年6月22日から25日の4日間開催され、当時存在した16郡から92名の代議員が集まった。議長にはマシュー・ティルマンが選ばれた。
8回目の会合で、会議による従来の政府を続けることは、植民地のあらゆる関係者にとって良い方法ではないということになった。より恒久的で組織だった政府が必要とされた。1776年7月3日、メリーランドで最初の憲法を起草する責任を持たせた議員による新しい会議を起こすことを決め、その憲法にはイギリスの議会や国王に言及せず、「人民のみの」政府にすることとした。一旦会期が決められ各郡に送る通知が準備されたあとで会議は延期された。8月1日、財産のある全自由人が最後の会議のための代議員を選出した。9回目で最後の会議は1776年の憲法制定会議とも呼ばれる。この会議で憲法を起草し、次の会議は11月11日と決められたが、再び会することは無かった。この会議はメリーランド憲法で定められた議会に引き継がれた。トマス・ジョンソンがメリーランドで最初に選挙で選ばれた知事になった。
1781年3月1日、メリーランドが批准したことで連合規約が効力を発揮することになった。連合規約は大陸会議から各邦の批准を求めて1777年11月17日に送られてきたが、その批准のために何年も掛かったのは、西部のまだ開拓されていない土地に関する各邦の領有権主張が収まっていなかったからであった。メリーランドが最後まで保留していたのは、バージニアとニューヨークの2邦がオハイオ川渓谷の領有権主張を取り下げるまでは批准しないとしていたためであった。イギリスに反抗した全植民地が連合規約を批准したのが1781年であった。

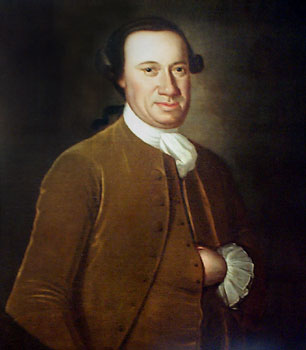
Marylander ジョン・ハンソン。連合規約下の連合会議で議長の任期を全うした最初の人。

メリーランドでは独立戦争の重要な戦闘は起こらなかった。しかし、このことは邦内の兵士がその従軍で傑出した働きをすることを妨げるものではなかった。ジョージ・ワシントンは大陸軍に従軍するメリーランドの正規兵に強い印象を抱き、ある歴史家によれば、メリーランドに「オールド・ライン・ステイト」（古き線の邦）という名前を与えさせることになった。今日、「オールド・ライン・ステイト」はメリーランド州の2つある公式ニックネームの1つになっている。
メリーランドは独立戦争中に他の役割も果たした。例えば、大陸会議は1776年12月20日から1777年3月4日までボルチモアで開かれた。さらにメリーランド出身のジョン・ハンソンは1781年から1782年まで、連合会議の議長（プレジデント）を務めた。ハンソンは連合規約下の連合会議で議長の任期を全うした最初の人であった。このことからハンソンはアメリカ合衆国の最初のプレジデントと呼ばれることがある。
1783年11月26日から1784年6月3日、アナポリスはアメリカ合衆国の首都とされ、連合会議はメリーランド議事堂で開催された。アナポリスはワシントンD.C.が建設されるまで、新しい国の恒久的首都の候補であった。1783年12月23日、ワシントンが大陸軍の総司令官職を辞任したのはメリーランド上院の議場であった。独立戦争を終わらせる1783年のパリ条約は1784年1月14日、アナポリスで批准された。

## 建国時のメリーランド州 1789年-1849年

### フランスとの擬似戦争
独立の達成後、アメリカ合衆国議会は海陸の領土を守る必要性から6隻のフリゲートの建造を許可した。このフリゲートが後のアメリカ海軍の最初の中核となった。最初の3隻のうち、1隻の建造はボルチモアの造船所が指名され、USSコンステレーションと名付けられた。
コンステレーションはアメリカ海軍で最初に就役した艦船となり、その就役直後にカリブ海で高まっていたフランスとの緊張関係（擬似戦争）に巻き込まれることになった。トマス・トラクスタン大佐が指揮するコンステレーションは、その地域でのアメリカの権益を守るため、フランスのランシュルジャントとさらに大きなフリゲート、ヴェンジャンスとそれぞれ1対1の海戦を演じた。両海戦とも勝利し、アメリカ海軍としては初めて敵船（ランシュルジャント）を捕まえるという華々しい戦果を挙げて、コンステレーションはボルチモアに凱旋し大きな評判を呼んだ。この海戦の後で、フランスはコンステレーションの速さと強さに驚き、「ヤンキーの競走馬」という渾名を付けた。

### 米英戦争
米英戦争の間、イギリス軍はチェサピーク湾沿いの都市を襲い、ハバー・ド・グラースまでも進入した。メリーランド州内では2つの注目すべき戦闘があった。最初のものは1814年8月24日のブラーデンスバーグの戦いであり、首都ワシントンD.C.の直ぐ郊外であった。ワシントンを守る民兵が総崩れになり、町の通りを通って退却した。
イギリス軍はブラーデンスバーグの混乱した守備隊を敗走させた後、首都ワシントンを占領した。イギリス軍はワシントンの主立った建物を焼き、ジェームズ・マディソン大統領を逃避させた後に、北のボルチモアに注意を向けた。もう１つの注目すべき戦闘がボルティモアの戦いである。ここを叩けば意気消沈したアメリカにだめ押しが出来ると思われた。ボルチモアは単に繁栄する港というだけでなく、イギリスの艦船を襲う多くの私掠船の母港であると考えられていた。ボルチモアの守備隊指揮官はメリーランド州兵の士官で合衆国議会の上院議員でもあるサミュエル・スミス少将であった。ボルチモアは防御が固められており、物資も豊富で15,000名の守備兵がいた。メリーランド州兵はノースポイントの戦いでイギリス軍の歩みを遅らせ、その間に狙撃兵がイギリス軍指揮官を射殺した。この戦闘でボルチモアの防備を強化する時間をとることができ、イギリス軍はアメリカ軍の防衛線までは進んだが、そこで止められて撤退した。陸上の戦いが失敗したので、海上の戦いも無意味になり、イギリス軍は撤退した。
マクヘンリー砦ではジョージ・アーミステッド少佐が指揮する約1,000名の守備隊がイギリス海軍の艦砲射撃に備えていた。イギリス艦船の進路を妨害するためにボルチモア港の入り口近くにはアメリカ商船を1列に沈めて防備を補っていた。攻撃は9月13日の朝に始まり、19隻のイギリス艦隊はロケット砲と迫撃砲を使って砦を砲撃した。初めは両軍からの砲撃が交わされたが、イギリス艦隊はマクヘンリー砦の大砲の射程1.5マイル (2.4 km)を避けて退き、そこから25時間にわたって砦への攻撃を続けた。9月14日の朝、この出来事を想定して縫製された巨大なアメリカ国旗がマクヘンリー砦の上に翻っており、イギリス艦隊は勝利の可能性が低いことを認識した。メリーランド州フレデリック生まれのフランシス・スコット・キーはこの光景を目撃して『星の煌く旗』を作詞し、これが後にアメリカ合衆国の国歌になった。

## 南北戦争

### 南部に対する同情

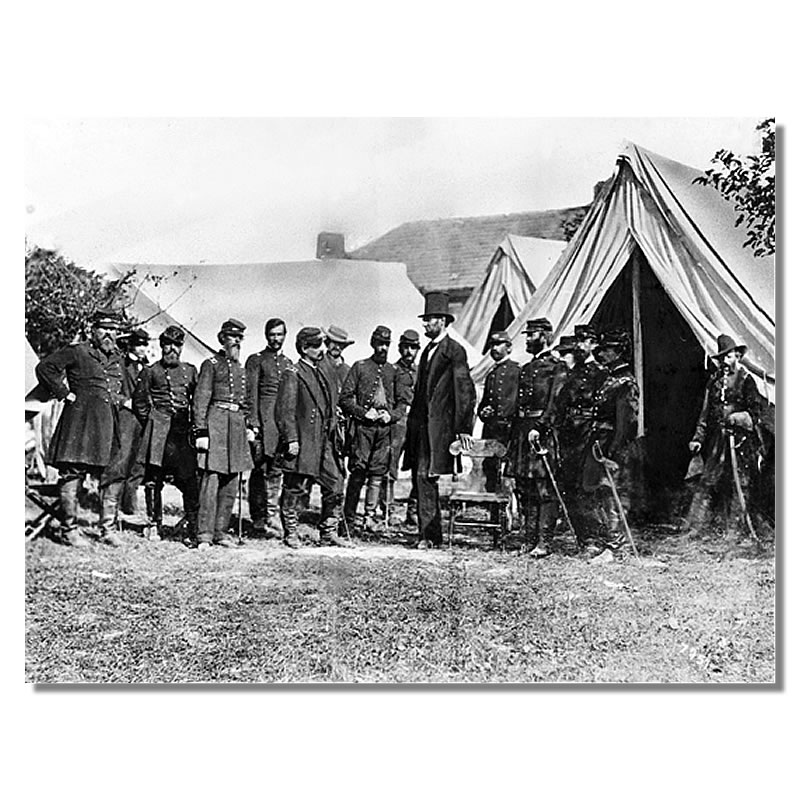
アンティータムの戦場を訪れたリンカーン大統領

メリーランドは北部自由州に接する南部奴隷州の一つであった。1659年にジョン・ブラウンがバージニア州（現在はウエストバージニア州）のハーパーズ・フェリーを襲った後では、市民が地域の民兵を組織し始めた。当時のメリーランド州人口687,000人のうち、6万人が合衆国軍（北軍）に参加し、約25,000人がアメリカ連合国（南部連合）のために戦った。どちらの場合も、この地域の政治的な感情がその経済的利益を反映していた。

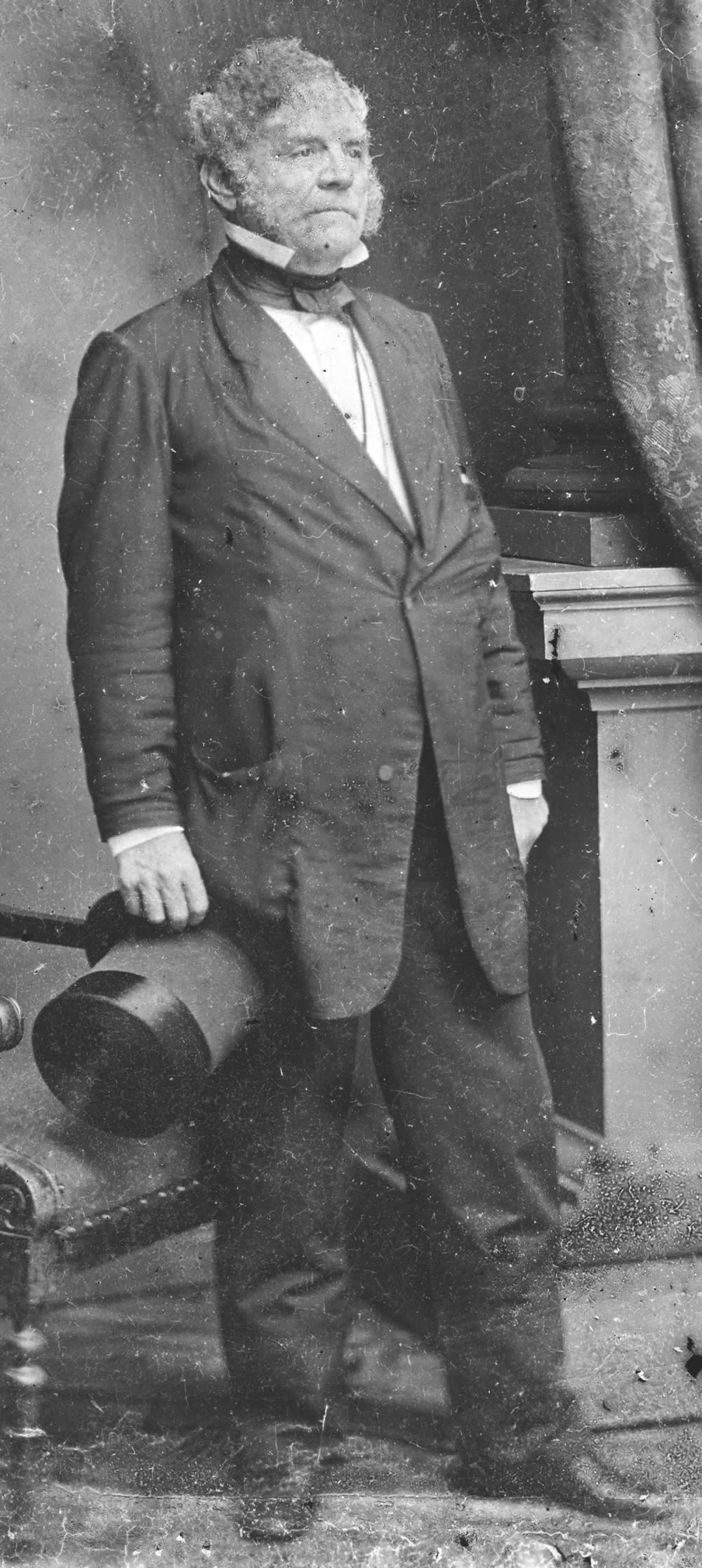
トマス・H・ヒックス知事

南北戦争で最初の衝突は1861年4月19日、ボルチモアでマサチューセッツ州の部隊が鉄道の駅間を行軍しているときに銃撃された事件だった。この後、ボルチモア市長ジョージ・ウィリアム・ブラウン、ジョージ・P・ケインおよび元知事のエノック・ルイス・ローは、現職州知事のトマス・H・ヒックスに対し、これ以上州内に敵軍の侵入が無いようにボルチモアに至る鉄道橋を燃やし、電報用通信線を切断するよう要請した。ヒックスはメリーランド東海岸で奴隷を所有する者だったが、この申し出を承認したと伝えられている。この行動は「イクス・パート・メリーマン事件」として連邦裁判所に掛けられた。
メリーランド州は南北戦争の間、北部主導の合衆国に留まった。エイブラハム・リンカーンがメリーランド州内の暴力沙汰や反対意見を強く抑え、遅ればせながらヒックス知事が連邦政府と共に暴力沙汰が拡がらないようにしたことが重要な意味を持った。
南部に同情的なメリーランド州民は容易にポトマック川を渡って南軍に加わり戦った。亡命者は南軍の北バージニア軍の中で「メリーランド・ライン」を構成し、その中には1個歩兵連隊、1個歩兵大隊、2個騎兵大隊および4個砲兵大隊が含まれた。現存する資料に拠れば、約25,000人が南部に逃亡してアメリカ連合国のために戦い、約6万人が北軍のあらゆる部署で働いた。しかし、北軍に参加した者の多くは故郷の防衛という約束で従軍承諾書に署名した
ボルチモア市では既にかなりの暴力沙汰があったので、これを防ぐために北軍の砲兵守備隊が町を見下ろすフェデラルヒルに配置され、南部連合支持者が蜂起した場合に攻撃する命令を与えられた。1861年のボルチモア暴動の後で、この丘をベンジャミン・バトラー将軍の指揮する北軍が占領した。この軍隊はアナポリスからボルチモア&オハイオ鉄道を使って密かに市中に入っていた。夜の間に小さな砦を建設し、大砲を市の中心実業街に向けて据えた。その目的は力づくで市と州を合衆国に留めておくことだった。この砦の北軍の駐留は南北戦争の間続いた。この時代を証言する名残としてその丘には大きな旗、幾つかの大砲および小さな陸軍の記念碑が残されている。
メリーランド州は合衆国に留まったので、奴隷解放宣言の対象にはならなかった。1864年に憲法会議が開催され、11月1日に1864年メリーランド州憲法が制定された。この新憲法24条で奴隷制を違法とした。1867年メリーランド州憲法で投票権が非白人まで拡張され、これが今日でも有効である。

### メリーランド州内での戦闘

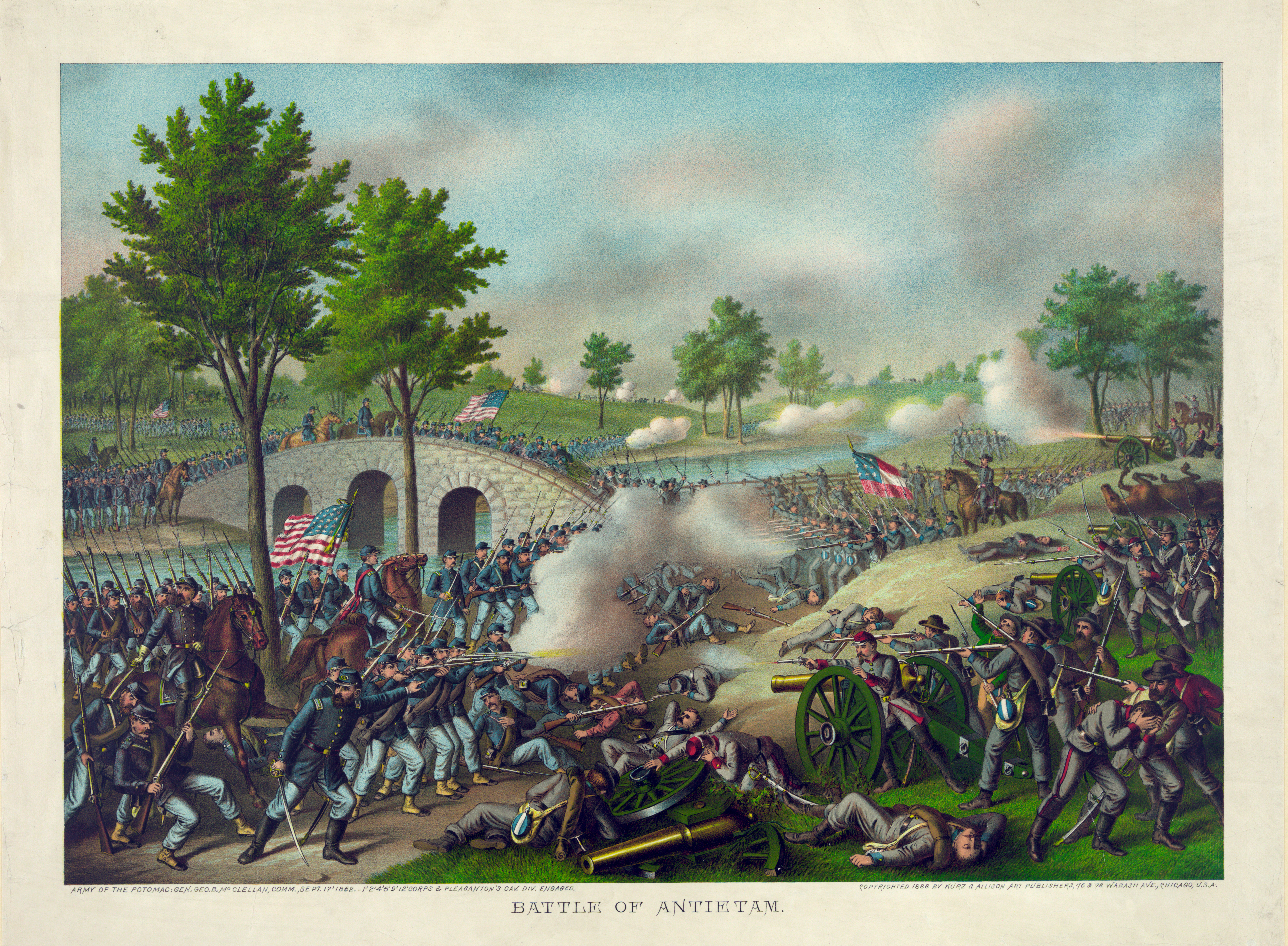
アンティータムの戦い

南北戦争中のメリーランド州で最大かつ重要な戦いは1862年9月17日にシャープスバーグ近くで行われたアンティータムの戦いであった。この戦いはロバート・E・リー将軍によるメリーランド方面作戦の頂点であった。リーはメリーランド州内で新たに物資を確保し、州内に残っている南軍同調者の中から新兵を徴兵し、北部の世論に衝撃を与えようと考えた。リーの北バージニア軍約4万名は、第二次ブルランの戦いでの勝利に続いてメリーランド州内に進軍した。
ジョージ・マクレラン少将のポトマック軍87,000名がリー軍の動きを止めようとしているときに、北軍の兵士がリー軍の詳細戦闘作戦計画の写しが置き忘れられているのを発見した。その中にはリーが軍を分けてハーパーズ・フェリーとヘイガーズタウンという地理的に分散した配置にしていることが分かり、もしマクレランが迅速に動けば各軍を孤立させて撃破できる可能性があった。マクレランはこの情報を活かして部隊を配置に付かせるまでに18時間待ってしまい、リー軍を決定的に叩く絶好の機会を逃した。

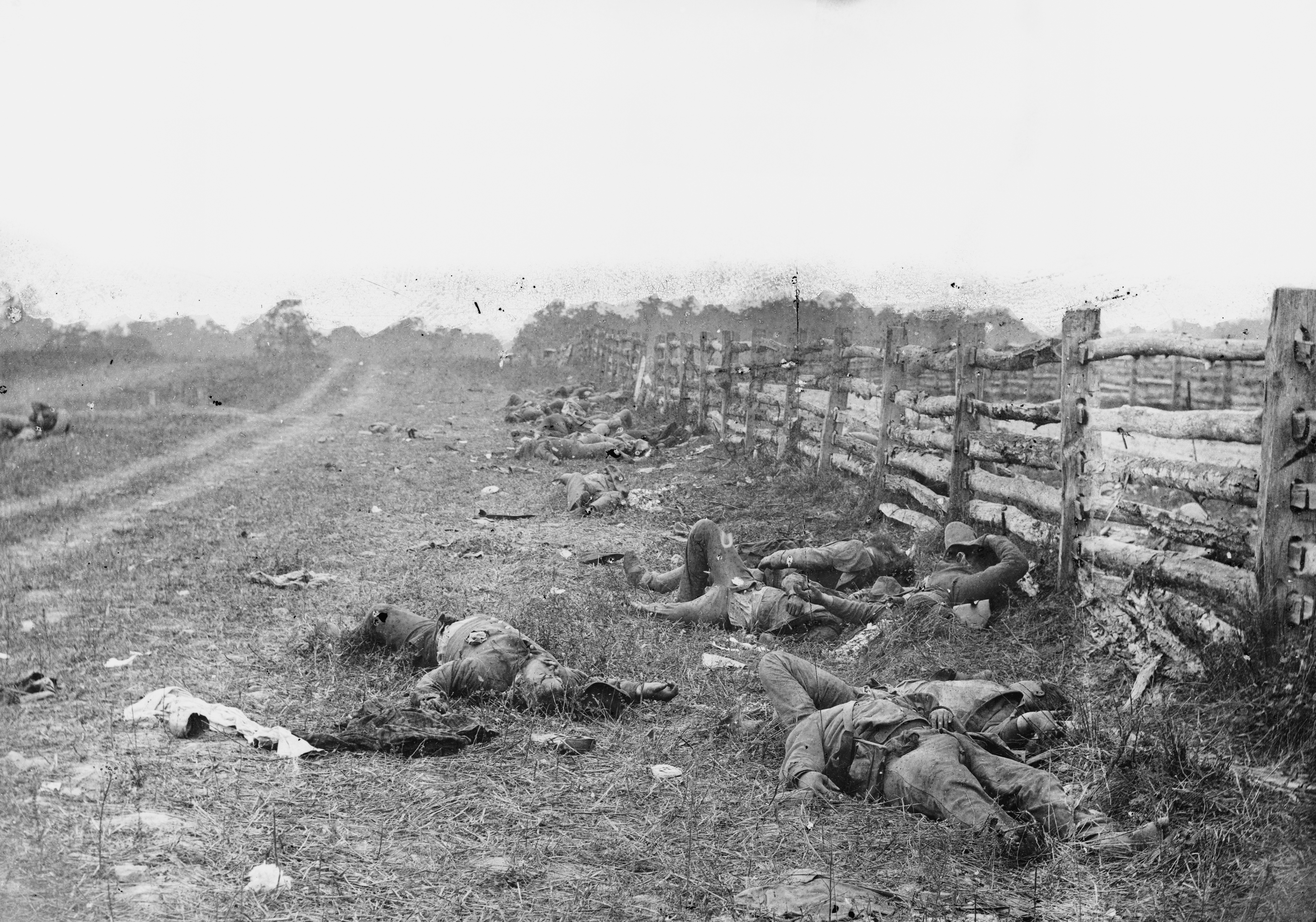
ヘイガーズタウン近くに放置された南軍の死体

両軍はアンティータム・クリークの側のシャープスバーグ町近くで対峙した。マクレラン軍は9月16日に戦場に到着したが、マクレランの慎重な性格から攻撃を遅らせ、南軍は防御を固める時間が取れたうえに、ヘイガーズタウンからロングストリートの軍団、ハーパーズ・フェリーからA.P.ヒルの師団を抜いたジャクソンの軍団の到着を許した。この戦闘でマクレラン軍は戦力比で2対1と優勢であったが、部隊間の連携と集中に欠けておりその優位は完全に無効になった。この間にリーは攻撃を受け流せるように防衛軍を移動させた。
この戦いは戦術的には引き分けたが、戦略的には北軍の勝利で、南北戦争の転回点になったと考えられている。というのもこれを機会にリーによる北部侵攻を終わらせ、1863年1月1日のリンカーン大統領による奴隷解放宣言を有効にしたからであった。北軍は奴隷解放宣言が絶望感の内に発せられたという印象を避けることができた。またフランスやイギリスの政府がアメリカ連合国を認知しないように説伏することも可能にした。これ以上北軍が負け続けておれば、フランスやイギリスは認知することも視野にあったと考えられている。

## 南北戦争後から第一次世界大戦まで

### 戦後の政治的発展
メリーランド州は南北戦争中も北軍に留まったので、アメリカ連合国に加入した州のようなレコンストラクションを経験しなかった。しかし、以前の奴隷州として、他の州と同様に公民権や人種差別に関わる多くの問題を経験した。北軍に加わった者と南軍に加わった者との間の深い溝を修復する必要があった。

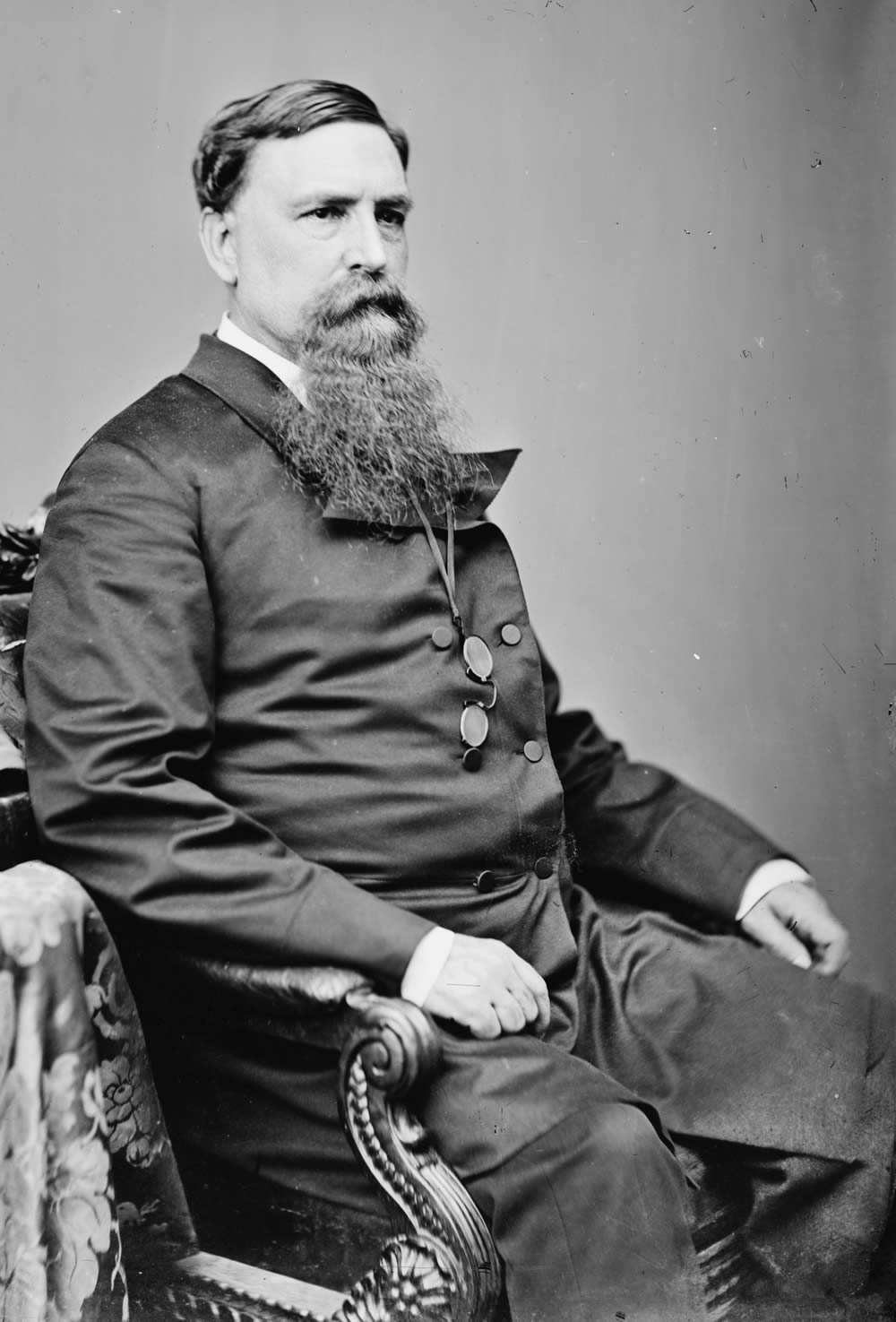
トマス・スワン。1864年メリーランド州憲法で選出された唯一の知事

民主党は戦争中に州政府を握っていた共和党から主導権を取り戻した。共和党から権力が移っていくとともに、1864年メリーランド州憲法の支持が終わり、1867年メリーランド州憲法に置き換えられた。この憲法は1851年のものに似ており、州内人口の54.1％に承認された。しかし、議会議員定数を郡に平等ではなく人口に比例して配分することで、解放された黒人に大きな力を与えることになり、以前の憲法でアフリカ系アメリカ人に与えていた特権の多くを取り消すことになった。

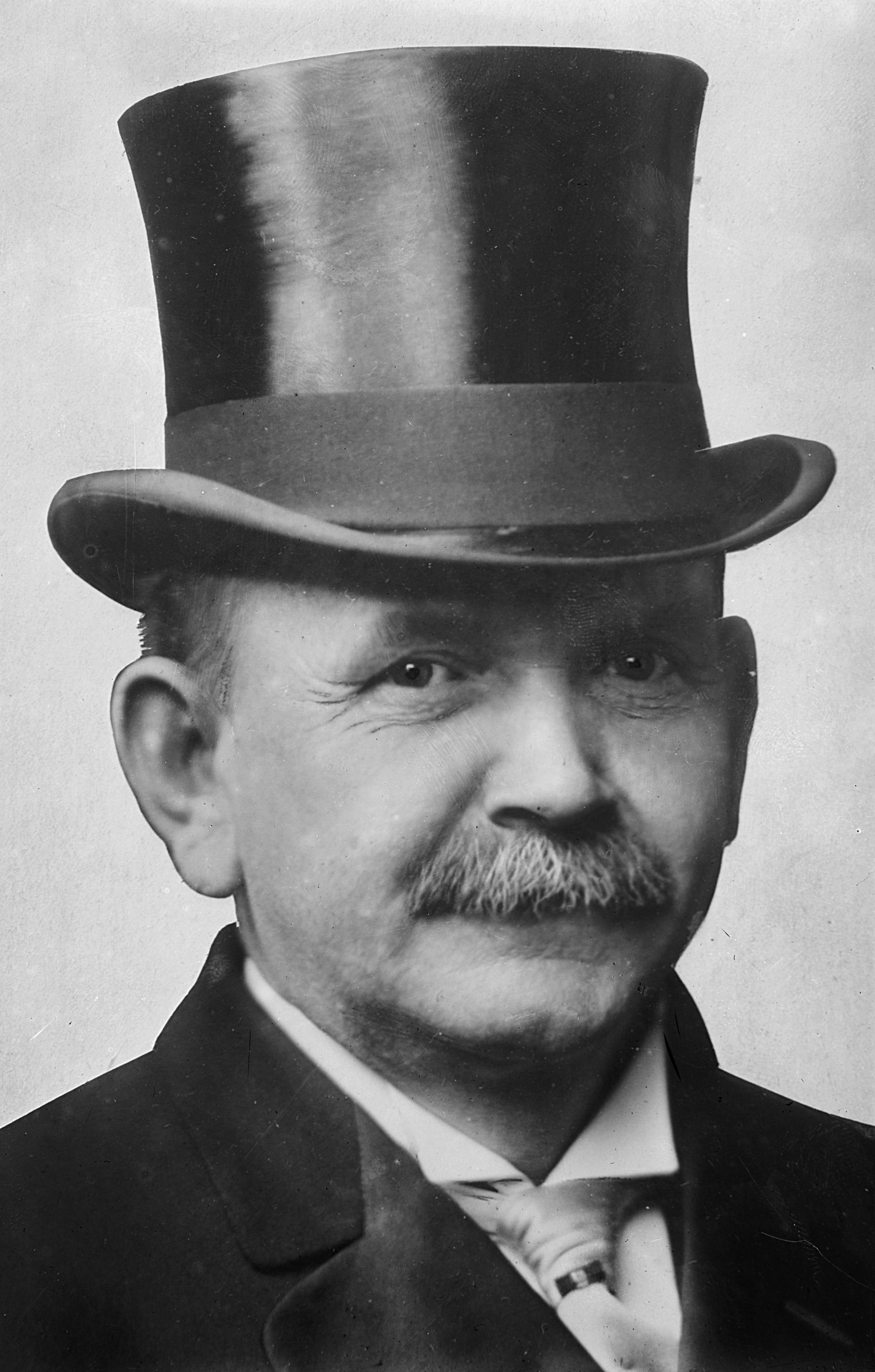
オースティン・レイン・クロザーズ知事

その後の数十年間、州内のアフリカ系アメリカ人の位置付けが常に問題となった。この問題は、州憲法に対する1910年のディッジェス修正条項の提案でメリーランドの政治の最前線に浮かび上がった。この修正条項は資産条件をつけることで、州内の多くのアフリカ系アメリカ人（さらに移民）の公民権を奪うことが意図された。この議案はメリーランド州議会を通り、州知事オースティン・レイン・クロザーズの承認を得たが、州民の承認を必要とした。州民が修正条項に投票する機会がある前に、ディッジェス修正条項の要求事項を法に落とすことができる法案が提案された。この方法は住民の激しい抗議で失敗しただけでなく、修正条項そのものも住民投票で拒否された。これは黒人の公民権を奪う修正の中でも最も顕著な拒否となった。少なくとも他に2つの提案、1905年のポー守勢条項と1909年のストラウス修正条項で黒人の投票権を制限する提案がなされ、成立しなかった。またその後の数年間にも幾つかそのような提案がなされた。

### 発展期の改革
20世紀初期に、新興の中流階級を中心に政治改革運動が盛り上がった。その目的の1つに政府の職は支援者よりも個人の長所を元に認められるべきというものがあった。他にも政界のボスやマシーンの力を削ぐ目的のものがあり、結果は成功した。
1892年から1908年までに成立した一連の法律で、投票用紙に以前は政党の印が入っていたものを等しく州が発行したものに置き換え、党の作業者が投票を「援助」しないように閉じられる投票ブースを設け、党の大物が候補者を選ばないように予備選挙を始めた。候補者のリストから党のシンボルマークを外したが、これは文字を読めない人の参加意欲を削いだ。民主的改革として推進されたが、これらの改革には中流階級が求めている効果があった。下層階級や文字の読めない者は投票に行くことを憚られた。1890年代の投票率は有資格者の82％であったが、1920年代には49％にまで落ちた。
他にも州内の働く男女を助けた法が成立した。例えば、1902年に成立した一連の法律は鉱山で働く者の労働条件を規制した。12歳未満の児童労働を禁じ、義務教育を受けることを規定し、国内では初めての労災補償を法律化した。労災補償法は裁判所で否定されたが、再度提案され1910年に施行になった。この法は数十年後に連邦法の基になった。
禁酒法に関する議論で嘲笑する新聞論説がメリーランド州を「自由の州」と呼んだときにメリーランド州には2つ目の渾名が付き、より進歩的な議論が長く続くことになった。

### ボルチモアの大火

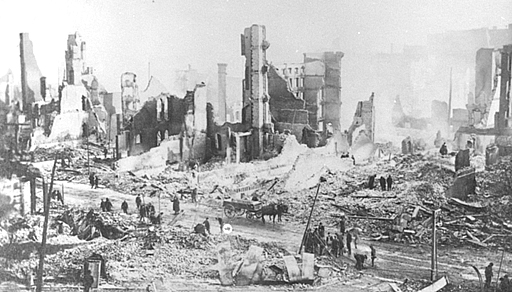
ボルチモアの大火の火事跡

1904年のボルチモアの大火はメリーランド州の大都市や州全体にとって重大な出来事だった。火は2月7日日曜日午前10時48分からボルチモアの町を襲い、翌日8日月曜日午後5時まで燃え続けた。鎮火させるために1,231人の消防士が動員された。
火事が長引いた原因の一つに消火用具に国の標準が無かったことが挙げられた。フィラデルフィアやワシントンのような近くの都市の消防車やニューヨーク市、ウィルミントンおよびアトランティックシティの消防隊が出動したが、その消火ホースの継ぎ手がボルチモアの消火栓のものに合わず用を足さなかった。その結果は火事は30時間以上にわたって続き、70ブロックに跨る1,526戸の建物を破壊した。
この後、35,000人が失業した。火事の後、市内の建物は花崗岩のような耐火性の高い材料を使って建て直された。

### 第一次世界大戦
アメリカ合衆国は当初第一次世界大戦に巻き込まれることを避けようとした。それはヨーロッパの紛争であった。しかし、最終的には大戦に引き込まれていった。もちろん。このことは国全体に多くの変化をもたらし、メリーランド州も例外ではなかった。
メリーランド州には1917年に造られたキャンプ・ミード（現在のフォート・ミード）やアバディーン性能試験場および翌年に造られたエッジウッド武器庫のような新しい軍事施設ができた。他にもマクヘンリー砦のような既存の施設は大きく拡張された。
連邦施設の拡張のような州内の戦時行動を調整するために、州議会は防衛委員会を作った。この委員会の定数126は州内の著名人で埋められた。この委員会は実質的に予算に制限が無く、州の防衛、徴兵の監督、賃金や物価の管理、戦争関連産業の労働者宿舎、および戦争支援の促進に予算が充てられた。市民は自分のビクトリー・ガーデンでの食料栽培を奨励され配給法に従わされた。議会が防衛委員会の支援で強制労働法を採択すると労働を強いられることもあった。

## 20世紀

### リッチーの政治

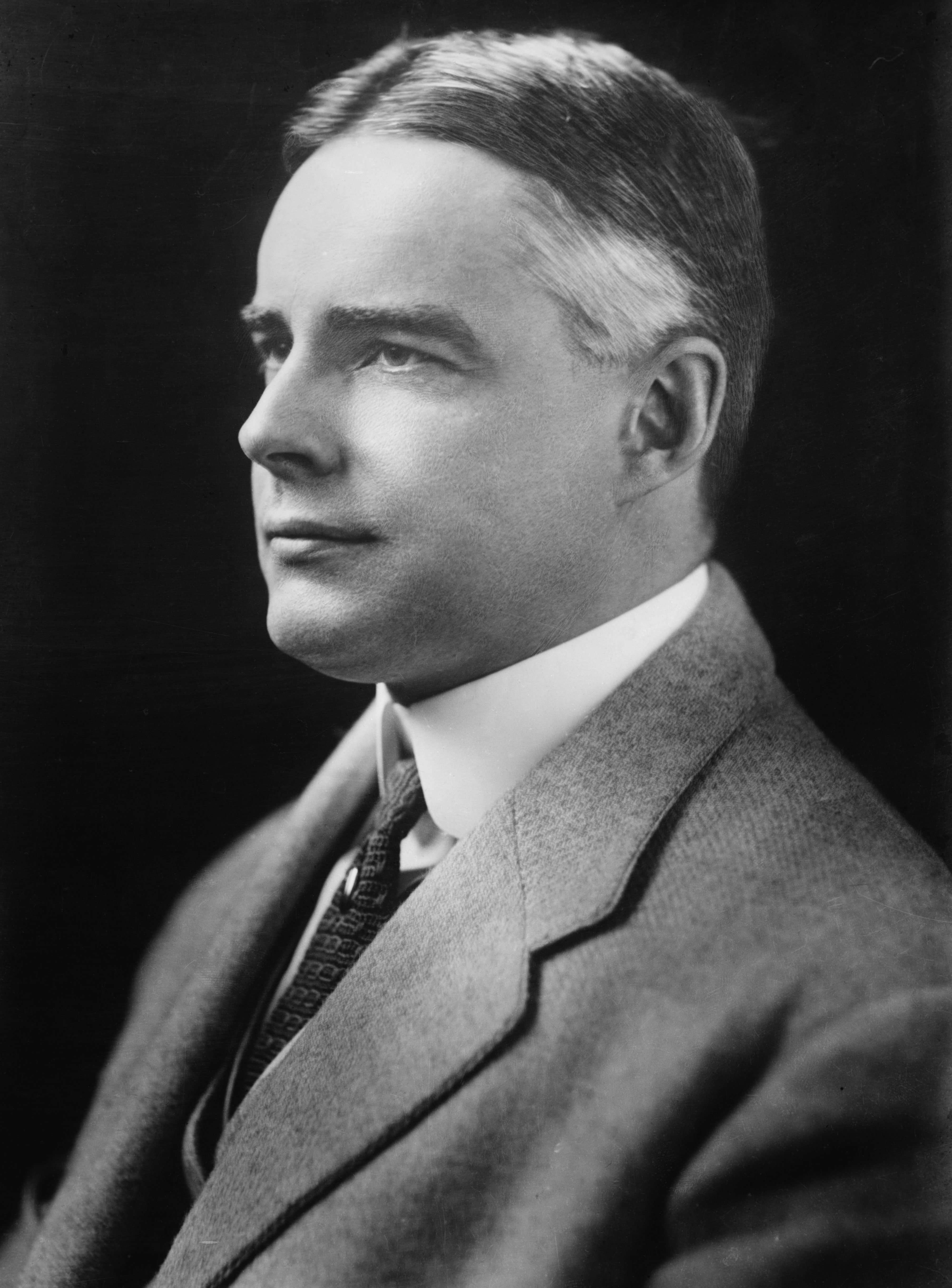
アルバート・C・リッチー知事

1918年、民主党のアルバート・C・リッチーが州知事に選ばれた。その後も4度選ばれたので任期は1919年から1934年と15年間におよび、州の歴史の中でも疑いもなく最も人気のある知事である。均整の取れて貴族的雰囲気のリッチーは大変仕事熱心だった。政府の運営面を簡素化するために管理会社を雇い、経済専門家によって管理された予算策定法を作った。以前から長く改革を叫ばれていた公務員制度に対する承認も得た。政府の役職者は支持者ではなく長所のあることを基に与えられた。議員の任期を2年間から4年間に伸ばして選挙の数を減らした。また政府のあらゆる側面に助言をする市民の委員会を指名した。
州の固定資産税はリッチーの時に大きく下がったが州の公共事業も減った。州の強力な映画検閲委員会は大衆から破壊的概念を遠ざけた。リッチーは1924年と1932年を含み3度大統領候補となって、クーリッジやフーバー大統領を救いようのない浪費家と言った。
一方、アメリカ合衆国議会は1919年6月にアメリカ合衆国憲法修正第19条を各州の批准を求めて送った。この修正条項は女性の参政権を求めるものであったが、1920年2月24日、メリーランド州議会は批准を拒否した。しかし、6ヶ月後にテネシー州が36番目の批准を行った州となり、修正条項は成立した（メリーランド州は最終的に1941年3月29日に批准したが、純粋に象徴的なものだった）。1920年アメリカ合衆国大統領選挙はメリーランド州で女性が投票した最初の選挙になった。メリーランド州は共和党のウォレン・ハーディング候補を支持し、勝者となった。
リッチーは1932年に民主党の大統領候補になろうとしたが失敗した。党員集会で支持を訴える大規模なデモンストレーションを打ったが、フランクリン・ルーズベルトが指名され選挙でも勝利した。リッチーは1935年まで知事職を続けた。その引退の時に、ある新聞が彼は「メリーランド州最も偉大な知事だ」と書いた。しかし、国の他の地域や世界中の多くの国と同様に、メリーランド州は世界恐慌の最中にあった。

### 大恐慌と第二次世界大戦
メリーランド州が世界的な不況の間に経験したことは特に特徴あるものではなかったが、1932年「ボーナスアーミー」が州中を行進してワシントンD.C.に向かったことは特筆される。ルーズベルト大統領が主導する国中のニューディール政策に加えて、メリーランド州も苦難の時を克服する手段を採った。例えば1937年、初めて所得税を採用した。
メリーランド州でも公民権については前進があった。1935年の「マレー対ピアソン事件」ではボルチモア市裁判所がメリーランド法律学大学の統合を命令した。この事件の原告は全米有色人種地位向上協会で働く若い弁護士でボルチモア生まれのサーグッド・マーシャルが代表していた。検事総長は州内の最高裁判所であるメリーランド控訴裁判所に上告したが、そこでも1審を支持した。メリーランド州が連邦裁判所に上告しなかったため、このアメリカ合衆国憲法に基づく州内の判例は初めて、1896年の「プレッシー対ファーガソン事件」で人種差別を認める最高裁判決を覆すことになった。これは道徳的慣例となったが、法的なものではなく、州のそとでは効力を発揮していない。

### 一次史料
- Hall; Clayton Colman, ed. Narratives of Early Maryland, 1633-1684 1910
- David Hein, editor. A Student's View of the College of St. James on the Eve of the Civil War: The Letters of W. Wilkins Davis (1842-1866). Studies in American Religion. Lewiston, N.Y.: Mellen, 1988.